# Kowalskie Góry
Kowalskie Góry, Pasmo Kowalskiej Góry – pasmo wzgórz i wzniesień stanowiące część Wzgórz Trzebnickich, znajdujące się na terenie Gminy Oborniki Śląskie, w powiecie Trzebnickim, województwie dolnośląskim, w tym częściowo w obszarze granic miasta Oborniki Śląskie, w którym położone jest między innymi wzniesienie o wysokości 246,3 m n.p.m. – Obornicka Góra, nazywana także Kowalską Górą. Jest ona położona w ramach grzbietu Karoszki, stanowiącego część wymienionego pasma.
Północno-zachodni kraniec pasma zamyka przełęcz o nazwie Szarotka, za którą położony jest masyw Żniwnej Kopy. Po stronie północnej części zachodniej pasma znajduje się upłaz, dalej początek Obniżenia Kowali (sięgającego aż do wschodnich granic pasma, także: Obniżenie Kowal), za którym przebiegają Kozie Czuby z wzniesieniem Gnieździec i odrębny masyw z wierzchołkiem o nazwie Kuraszowska Góra (często nazywana błędnie Gnieździec). Na południowym wschodzie pasmo kończy się na Dolinie Wilczej (Dolina Borkowic). Wzniesienia pokryte są częściowo lasami, przede wszystkim lasami mieszanymi, a częściowo użytkami rolnymi.
Nazwa pasma – Kowalskie Góry – jest nazwą niestandaryzowaną. Została ona ustalona i ujęta w państwowym rejestrze nazw geograficznych na podstawie wywiadu terenowego. Odnosi się do ukształtowania terenu określonego jako wzgórza, wzniesienia. W rejestrze tym przypisano jej identyfikator PRNG – 235628, identyfikator IIP – PL.PZGiK.320.NGRP.235628. Podaje on następujące współrzędne geograficzne punktu głównego: szerokość geograficzna – 51°17'48" N, długość geograficzna – 16°56'55" E. W niektórych publikacjach czy innych opracowaniach spotyka się także określenie Pasmo Kowalskiej Góry.